# Polo aquático nos Jogos Olímpicos de Verão de 2016 - Feminino
O torneio feminino de polo aquático nos Jogos Olímpicos de 2016 no Rio de Janeiro, realizou-se entre 9 e 19 de agosto de 2016, com jogos no Parque Aquático Maria Lenk e no Estádio Aquático Olímpico.

## Calendário
| G | Fase de grupos | ¼ | Quartas de final | ½ | Semifinais | B | Disputa pelo bronze | F | Final |

| Evento↓/Data → | Ter 9 | Qua 10 | Qui 11 | Sex 12 | Sáb 13 | Dom 14 | Seg 15 | Ter 16 | Qua 17 | Qui 18 | Sáb 20 | Sáb 20 |
| -------------- | ----- | ------ | ------ | ------ | ------ | ------ | ------ | ------ | ------ | ------ | ------ | ------ |
| Feminino       | G     |        | G      |        | G      |        | ¼      |        | ½      |        | B      | F      |

## Medalhistas
A seleção estadunidense conquistou o ouro ao bater a Itália na final, enquanto a Rússia levou a melhor sobre a Hungria na luta pelo bronze.
|  | USA Estados Unidos |  | ITA Itália |  | RUS Rússia |
|  | Sami Hill Madeline Musselman Melissa Seidemann Rachel Fattal Aria Fischer Maggie Steffens Courtney Mathewson Kiley Neushul Caroline Clark Kaleigh Gilchrist Makenzie Fischer Kami Craig Ashleigh Johnson |  | Giulia Gorlero Chiara Tabani Arianna Garibotti Elisa Queirolo Federica Radicchi Rosaria Aiello Tania Di Mario Roberta Bianconi Giulia Emmolo Francesca Pomeri Aleksandra Cotti Teresa Frassinetti Laura Teani |  | Anna Ustyukhina Maria Borisova Ekaterina Prokofyeva Elvina Karimova Nadezhda Fedotova Olga Belova Ekaterina Lisunova Anastasia Simanovich Anna Timofeeva Evgenia Soboleva Evgeniya Ivanova Anna Grineva Anna Karnaukh |

## Qualificação
| Modo de qualificação           | Data                        | Sede      | Vagas | Classificados  |
| ------------------------------ | --------------------------- | --------- | ----- | -------------- |
| País-sede                      | 2 de outubro de 2009        | Copenhaga | 1     | Brasil         |
| Seleção Continental da Oceania | 19 de outubro de 2015       | Perth     | 1     | Austrália      |
| Campeonatos Asiáticos          | 16 e 17 de dezembro de 2015 | Foshan    | 1     | China          |
| Campeonatos Europeus           | 10 a 22 de janeiro de 2016  | Belgrado  | 1     | Hungria        |
| Torneio Qualificatório Mundial | 21 a 28 de março de 2016    | Gouda     | 4     | Estados Unidos |
| Torneio Qualificatório Mundial | 21 a 28 de março de 2016    | Gouda     | 4     | Itália         |
| Torneio Qualificatório Mundial | 21 a 28 de março de 2016    | Gouda     | 4     | Rússia         |
| Torneio Qualificatório Mundial | 21 a 28 de março de 2016    | Gouda     | 4     | Espanha        |
| Total                          |                             |           | 8     |                |

## Sorteio
A divisão dos potes foi anunciada a 10 de abril de 2016, mesmo dia que ocorreu o sorteio:
| Pote 1              | Pote 2                  | Pote 3         | Pote 4           |
| ------------------- | ----------------------- | -------------- | ---------------- |
| Hungria · Austrália | Estados Unidos · Itália | Rússia · China | Espanha · Brasil |

## Árbitros
Os seguintes árbitros foram selecionados para o torneio.
- ARG Germán Moller
- AUS Daniel Flahive
- AZE Mark Koganov
- BRA Fábio Toffoli
- CAN Marie-Claude Deslières
- CHN Ni Shiwei
- CRO Nenad Peris
- EGY Hatem Gaber
- ESP Francesc Buch
- FRA Benjamin Mercier
- GRE Georgios Stavridis
- HUN Péter Molnár
- IRI Masoud Rezvani
- ITA Filippo Gomez
- JPN Tadao Tahara
- MNE Stanko Ivanovski
- NED Diana Dutilh-Dumas
- POL Radosław Koryzna
- ROU Adrian Alexandrescu
- RSA Dion Willis
- RUS Sergey Naumov
- SLO Boris Margeta
- SRB Vojin Putniković
- USA Joseph Peila

## Fase de grupos
Na fase de grupos as equipas ficaram distribuídas em dois grupos de quatro seleções cada. A competição foi disputada em formato todos-contra-todos, e as quatro equipas de cada agrupamento ficaram apuradas para as quartas de final.
Todos as partidas seguem o horário de Brasília (UTC-3).

### Grupo A
|  | Equipes classificadas para a fase seguinte |

| Pos | Equipe    | P | J | V | E | D | GP | GC | SG  |
| --- | --------- | - | - | - | - | - | -- | -- | --- |
| 1   | Itália    | 6 | 3 | 3 | 0 | 0 | 27 | 15 | +12 |
| 2   | Austrália | 4 | 3 | 2 | 0 | 1 | 31 | 15 | +16 |
| 3   | Rússia    | 2 | 3 | 1 | 0 | 2 | 23 | 31 | –8  |
| 4   | Brasil    | 0 | 3 | 0 | 0 | 3 | 13 | 33 | –20 |

Ordenamento da classificação: 1) Pontos; 2) Pontos no confronto direto; 3) Diferença de gols no confronto direto; 4) Gols marcados no confronto direto; 5) Diferença de gols.
| 9 de agosto 10:20 | Relatório | Itália                                     | 9–3  | Brasil                         | Parque Aquático Maria Lenk, Rio de Janeiro Árbitros: NED Diana Dutilh-Dumas RSA Dion Willis |
| 9 de agosto 10:20 | Relatório | Pontuação por períodos: 1–1, 2–0, 3–0, 3–2 |      |                                | Parque Aquático Maria Lenk, Rio de Janeiro Árbitros: NED Diana Dutilh-Dumas RSA Dion Willis |
| 9 de agosto 10:20 | Relatório | Bianconi 3                                 | Gols | Abla, Chiappini, A. Oliveira 1 | Parque Aquático Maria Lenk, Rio de Janeiro Árbitros: NED Diana Dutilh-Dumas RSA Dion Willis |

| 9 de agosto 13:00 | Relatório | Rússia                                     | 4–14 | Austrália  | Parque Aquático Maria Lenk, Rio de Janeiro Árbitros: CAN Marie-Claude Deslières ROU Adrian Alexandrescu |
| 9 de agosto 13:00 | Relatório | Pontuação por períodos: 0–3, 1–5, 3–2, 0–4 |      |            | Parque Aquático Maria Lenk, Rio de Janeiro Árbitros: CAN Marie-Claude Deslières ROU Adrian Alexandrescu |
| 9 de agosto 13:00 | Relatório | Prokofyeva 2                               | Gols | Southern 4 | Parque Aquático Maria Lenk, Rio de Janeiro Árbitros: CAN Marie-Claude Deslières ROU Adrian Alexandrescu |

| 11 de agosto 09:00 | Relatório | Rússia                                     | 14–7 | Brasil      | Parque Aquático Maria Lenk, Rio de Janeiro Árbitros: NED Diana Dutilh-Dumas JPN Tadao Tahara |
| 11 de agosto 09:00 | Relatório | Pontuação por períodos: 2–4, 2–0, 4–2, 6–1 |      |             | Parque Aquático Maria Lenk, Rio de Janeiro Árbitros: NED Diana Dutilh-Dumas JPN Tadao Tahara |
| 11 de agosto 09:00 | Relatório | Prokofyeva, Ivanova 3                      | Gols | Chiappini 4 | Parque Aquático Maria Lenk, Rio de Janeiro Árbitros: NED Diana Dutilh-Dumas JPN Tadao Tahara |

| 11 de agosto 10:20 | Relatório | Itália                                     | 8–7  | Austrália           | Parque Aquático Maria Lenk, Rio de Janeiro Árbitros: HUN Péter Molnár SLO Boris Margeta |
| 11 de agosto 10:20 | Relatório | Pontuação por períodos: 4–2, 0–1, 2–3, 2–1 |      |                     | Parque Aquático Maria Lenk, Rio de Janeiro Árbitros: HUN Péter Molnár SLO Boris Margeta |
| 11 de agosto 10:20 | Relatório | Garibotti 3                                | Gols | Webster, Southern 2 | Parque Aquático Maria Lenk, Rio de Janeiro Árbitros: HUN Péter Molnár SLO Boris Margeta |

| 13 de agosto 10:20 | Relatório | Rússia                                     | 5–10 | Itália     | Parque Aquático Maria Lenk, Rio de Janeiro Árbitros: USA Joseph Peila ROU Adrian Alexandrescu |
| 13 de agosto 10:20 | Relatório | Pontuação por períodos: 2–3, 1–2, 1–3, 1–2 |      |            | Parque Aquático Maria Lenk, Rio de Janeiro Árbitros: USA Joseph Peila ROU Adrian Alexandrescu |
| 13 de agosto 10:20 | Relatório | Grineva 2                                  | Gols | Bianconi 3 | Parque Aquático Maria Lenk, Rio de Janeiro Árbitros: USA Joseph Peila ROU Adrian Alexandrescu |

| 13 de agosto 11:40 | Relatório | Austrália                                  | 10–3 | Brasil                     | Parque Aquático Maria Lenk, Rio de Janeiro Árbitros: RSA Dion Willis FRA Benjamin Mercier |
| 13 de agosto 11:40 | Relatório | Pontuação por períodos: 1–1, 3–1, 3–0, 3–1 |      |                            | Parque Aquático Maria Lenk, Rio de Janeiro Árbitros: RSA Dion Willis FRA Benjamin Mercier |
| 13 de agosto 11:40 | Relatório | Gofers, Webster 2                          | Gols | Abla, Zablith, Chiappini 1 | Parque Aquático Maria Lenk, Rio de Janeiro Árbitros: RSA Dion Willis FRA Benjamin Mercier |

### Grupo B
|  | Equipes classificadas para a fase seguinte |

| Pos | Equipe         | P | J | V | E | D | GP | GC | SG  |
| --- | -------------- | - | - | - | - | - | -- | -- | --- |
| 1   | Estados Unidos | 6 | 3 | 3 | 0 | 0 | 34 | 14 | +20 |
| 2   | Espanha        | 4 | 3 | 2 | 0 | 1 | 27 | 29 | –2  |
| 3   | Hungria        | 2 | 3 | 1 | 0 | 2 | 29 | 33 | –4  |
| 4   | China          | 0 | 3 | 0 | 0 | 3 | 23 | 37 | –14 |

Ordenamento da classificação: 1) Pontos; 2) Pontos no confronto direto; 3) Diferença de gols no confronto direto; 4) Gols marcados no confronto direto; 5) Diferença de gols.
| 9 de agosto 09:00 | Relatório | China                                      | 11–13 | Hungria   | Parque Aquático Maria Lenk, Rio de Janeiro Árbitros: CRO Nenad Peris GRE Georgios Stavridis |
| 9 de agosto 09:00 | Relatório | Pontuação por períodos: 2–2, 4–4, 3–6, 2–1 |       |           | Parque Aquático Maria Lenk, Rio de Janeiro Árbitros: CRO Nenad Peris GRE Georgios Stavridis |
| 9 de agosto 09:00 | Relatório | Ma H., Niu G. 3                            | Gols  | Czigány 4 | Parque Aquático Maria Lenk, Rio de Janeiro Árbitros: CRO Nenad Peris GRE Georgios Stavridis |

| 9 de agosto 11:40 | Relatório | Espanha                                    | 4–11 | Estados Unidos                 | Parque Aquático Maria Lenk, Rio de Janeiro Árbitros: AUS Daniel Flahive ITA Filippo Gomez |
| 9 de agosto 11:40 | Relatório | Pontuação por períodos: 1–4, 1–3, 2–2, 0–2 |      |                                | Parque Aquático Maria Lenk, Rio de Janeiro Árbitros: AUS Daniel Flahive ITA Filippo Gomez |
| 9 de agosto 11:40 | Relatório | García 2                                   | Gols | Steffens, Mathewson, Neushul 2 | Parque Aquático Maria Lenk, Rio de Janeiro Árbitros: AUS Daniel Flahive ITA Filippo Gomez |

| 11 de agosto 11:40 | Relatório | China                                      | 4–12 | Estados Unidos        | Parque Aquático Maria Lenk, Rio de Janeiro Árbitros: POL Radosław Koryzna ITA Filippo Gomez |
| 11 de agosto 11:40 | Relatório | Pontuação por períodos: 1–4, 0–3, 2–3, 1–2 |      |                       | Parque Aquático Maria Lenk, Rio de Janeiro Árbitros: POL Radosław Koryzna ITA Filippo Gomez |
| 11 de agosto 11:40 | Relatório | Mei X., Niu G., Zhao Z., Wang X. 1         | Gols | Musselman, Steffens 4 | Parque Aquático Maria Lenk, Rio de Janeiro Árbitros: POL Radosław Koryzna ITA Filippo Gomez |

| 11 de agosto 13:00 | Relatório | Espanha                                      | 11–10 | Hungria | Parque Aquático Maria Lenk, Rio de Janeiro Árbitros: CAN Marie-Claude Deslières SRB Vojin Putniković |
| 11 de agosto 13:00 | Relatório | Pontuação por períodos: 2–2, 4–4, 4–1, 1–3   |       |         | Parque Aquático Maria Lenk, Rio de Janeiro Árbitros: CAN Marie-Claude Deslières SRB Vojin Putniković |
| 11 de agosto 13:00 | Relatório | A. Espar, B. Ortiz, Forca, Tarragó, García 2 | Gols  | Bujka 5 | Parque Aquático Maria Lenk, Rio de Janeiro Árbitros: CAN Marie-Claude Deslières SRB Vojin Putniković |

| 13 de agosto 09:00 | Relatório | China                                      | 8–12 | Espanha | Parque Aquático Maria Lenk, Rio de Janeiro Árbitros: SLO Boris Margeta ARG Germán Moller |
| 13 de agosto 09:00 | Relatório | Pontuação por períodos: 2–3, 4–4, 1–2, 1–3 |      |         | Parque Aquático Maria Lenk, Rio de Janeiro Árbitros: SLO Boris Margeta ARG Germán Moller |
| 13 de agosto 09:00 | Relatório | Zhang C. 3                                 | Gols | López 4 | Parque Aquático Maria Lenk, Rio de Janeiro Árbitros: SLO Boris Margeta ARG Germán Moller |

| 13 de agosto 13:00 | Relatório | Hungria                                    | 6–11 | Estados Unidos | Parque Aquático Maria Lenk, Rio de Janeiro Árbitros: CAN Marie-Claude Deslières NED Diana Dutilh-Dumas |
| 13 de agosto 13:00 | Relatório | Pontuação por períodos: 2–2, 1–5, 1–1, 2–3 |      |                | Parque Aquático Maria Lenk, Rio de Janeiro Árbitros: CAN Marie-Claude Deslières NED Diana Dutilh-Dumas |
| 13 de agosto 13:00 | Relatório | Szűcs 2                                    | Gols | Steffens 4     | Parque Aquático Maria Lenk, Rio de Janeiro Árbitros: CAN Marie-Claude Deslières NED Diana Dutilh-Dumas |

## Fase final
A fase final, foi composta de até mais três jogos (para as seleções que disputaram as medalhas), em formato de eliminatória.
|  | Quartas de final | Quartas de final |                |              | Semifinal           | Semifinal           |  |  | Disputa pelo ouro | Disputa pelo ouro |
|  |                  |                  |                |              |                     |                     |  |  |                   |                   |
|  | 15 de agosto     |                  |                |              |                     |                     |  |  |                   |                   |
|  |                  |                  |                |              |                     |                     |  |  |                   |                   |
|  | Austrália        | 8 (3)            |                |              |                     |                     |  |  |                   |                   |
|  | Austrália        | 8 (3)            | 17 de agosto   |              |                     |                     |  |  |                   |                   |
|  | Hungria (pen)    | 8 (5)            |                |              |                     |                     |  |  |                   |                   |
|  | Hungria (pen)    | 8 (5)            | Hungria        | 10           |                     |                     |  |  |                   |                   |
|  | 15 de agosto     |                  | Hungria        | 10           |                     |                     |  |  |                   |                   |
|  |                  | Estados Unidos   | 14             |              |                     |                     |  |  |                   |                   |
|  | Brasil           | Estados Unidos   | 14             | 3            |                     |                     |  |  |                   |                   |
|  | Brasil           |                  | 19 de agosto   | 3            |                     |                     |  |  |                   |                   |
|  | Estados Unidos   | 13               |                |              |                     |                     |  |  |                   |                   |
|  | Estados Unidos   | 13               | Estados Unidos | 12           |                     |                     |  |  |                   |                   |
|  | 15 de agosto     |                  | Estados Unidos | 12           |                     |                     |  |  |                   |                   |
|  |                  | Itália           | 5              |              |                     |                     |  |  |                   |                   |
|  | Rússia           | Itália           | 5              | 12           |                     |                     |  |  |                   |                   |
|  | Rússia           | 17 de agosto     |                | 12           |                     |                     |  |  |                   |                   |
|  | Espanha          | 10               |                |              |                     |                     |  |  |                   |                   |
|  | Espanha          | 10               | Rússia         | 9            | Disputa pelo bronze | Disputa pelo bronze |  |  |                   |                   |
|  | 15 de agosto     |                  | Rússia         | 9            | Disputa pelo bronze | Disputa pelo bronze |  |  |                   |                   |
|  |                  | Itália           | 12             |              |                     |                     |  |  |                   |                   |
|  | Itália           | Itália           | 12             | 12           | Hungria             | 12 (6)              |  |  |                   |                   |
|  | Itália           |                  |                | 12           | Hungria             | 12 (6)              |  |  |                   |                   |
|  | China            | 7                |                | Rússia (pen) | 12 (7)              |                     |  |  |                   |                   |
|  | China            | 7                |                |              | 12 (7)              |                     |  |  |                   |                   |
|  |                  |                  |                |              |                     |                     |  |  | 19 de agosto      |                   |
|  |                  |                  |                |              |                     |                     |  |  |                   |                   |

|  | Classificação 5–8 | Classificação 5–8 |    |              | Disputa pelo 5º lugar | Disputa pelo 5º lugar |  |
|  |                   |                   |    |              |                       |                       |  |
|  | 17 de agosto      |                   |    |              |                       |                       |  |
|  | Austrália         | 11                |    |              |                       |                       |  |
|  | Brasil            | 4                 |    |              |                       |                       |  |
|  |                   |                   |    |              |                       |                       |  |
|  |                   |                   |    |              | 19 de agosto          |                       |  |
|  |                   |                   |    |              | Austrália             | 10                    |  |
|  |                   | Espanha           | 12 |              |                       |                       |  |
|  |                   |                   |    |              |                       |                       |  |
|  |                   |                   |    |              |                       |                       |  |
|  |                   |                   |    |              | Disputa pelo 7º lugar |                       |  |
|  | 17 de agosto      | 17 de agosto      |    | 19 de agosto | 19 de agosto          |                       |  |
|  | Espanha           | 11                |    | Brasil       | 5                     |                       |  |
|  | China             | 6                 |    |              | China                 | 10                    |  |

### Quartas de final
| 15 de agosto 14:10 | Relatório | Brasil                                     | 3–13 | Estados Unidos                             | Estádio Aquático Olímpico, Rio de Janeiro Árbitros: NED Diana Dutilh-Dumas JPN Tadao Tahara |
| 15 de agosto 14:10 | Relatório | Pontuação por períodos: 0–5, 0–3, 0–5, 3–0 |      |                                            | Estádio Aquático Olímpico, Rio de Janeiro Árbitros: NED Diana Dutilh-Dumas JPN Tadao Tahara |
| 15 de agosto 14:10 | Relatório | Chiappini, Duarte, Mantellato 1            | Gols | Steffens, Neushul, Gilchrist, M. Fischer 2 | Estádio Aquático Olímpico, Rio de Janeiro Árbitros: NED Diana Dutilh-Dumas JPN Tadao Tahara |

| 15 de agosto 15:30 | Relatório | Austrália                                           | 8–8  | Hungria             | Estádio Aquático Olímpico, Rio de Janeiro Árbitros: ESP Francesc Buch SRB Vojin Putniković |
| 15 de agosto 15:30 | Relatório | Pontuação por períodos: 3–1, 2–2, 2–3, 1–2 PEN: 3–5 |      |                     | Estádio Aquático Olímpico, Rio de Janeiro Árbitros: ESP Francesc Buch SRB Vojin Putniković |
| 15 de agosto 15:30 | Relatório | Southern 3                                          | Gols | Keszthelyi, Bujka 2 | Estádio Aquático Olímpico, Rio de Janeiro Árbitros: ESP Francesc Buch SRB Vojin Putniković |

| 15 de agosto 18:20 | Relatório | Rússia                                     | 12–10 | Espanha          | Estádio Aquático Olímpico, Rio de Janeiro Árbitros: CAN Marie-Claude Deslières CRO Nenad Peris |
| 15 de agosto 18:20 | Relatório | Pontuação por períodos: 2–3, 3–2, 5–3, 2–2 |       |                  | Estádio Aquático Olímpico, Rio de Janeiro Árbitros: CAN Marie-Claude Deslières CRO Nenad Peris |
| 15 de agosto 18:20 | Relatório | Glyzina 4                                  | Gols  | Tarragó, López 3 | Estádio Aquático Olímpico, Rio de Janeiro Árbitros: CAN Marie-Claude Deslières CRO Nenad Peris |

| 15 de agosto 19:40 | Relatório | Itália                                     | 12–7 | China      | Estádio Aquático Olímpico, Rio de Janeiro Árbitros: GRE Georgios Stavridis ROU Adrian Alexandrescu |
| 15 de agosto 19:40 | Relatório | Pontuação por períodos: 1–1, 3–1, 4–2, 4–3 |      |            | Estádio Aquático Olímpico, Rio de Janeiro Árbitros: GRE Georgios Stavridis ROU Adrian Alexandrescu |
| 15 de agosto 19:40 | Relatório | Bianconi 3                                 | Gols | Zhang C. 3 | Estádio Aquático Olímpico, Rio de Janeiro Árbitros: GRE Georgios Stavridis ROU Adrian Alexandrescu |

### Classificação 5º–8º lugar
| 17 de agosto 11:00 | Relatório | Austrália                                  | 11–4 | Brasil      | Estádio Aquático Olímpico, Rio de Janeiro Árbitros: CAN Marie-Claude Deslières CHN Ni Shiwei |
| 17 de agosto 11:00 | Relatório | Pontuação por períodos: 2–1, 3–1, 4–1, 2–1 |      |             | Estádio Aquático Olímpico, Rio de Janeiro Árbitros: CAN Marie-Claude Deslières CHN Ni Shiwei |
| 17 de agosto 11:00 | Relatório | Arancini, Southern 3                       | Gols | Chiappini 2 | Estádio Aquático Olímpico, Rio de Janeiro Árbitros: CAN Marie-Claude Deslières CHN Ni Shiwei |

| 17 de agosto 15:10 | Relatório | Espanha                                    | 11–6 | China   | Estádio Aquático Olímpico, Rio de Janeiro Árbitros: POL Radosław Koryzna BRA Fábio Toffoli |
| 17 de agosto 15:10 | Relatório | Pontuação por períodos: 2–2, 2–0, 4–2, 3–2 |      |         | Estádio Aquático Olímpico, Rio de Janeiro Árbitros: POL Radosław Koryzna BRA Fábio Toffoli |
| 17 de agosto 15:10 | Relatório | A. Espar, Peña, Forca, García, López 2     | Gols | Ma H. 2 | Estádio Aquático Olímpico, Rio de Janeiro Árbitros: POL Radosław Koryzna BRA Fábio Toffoli |

### Semifinal
| 17 de agosto 12:20 | Relatório | Rússia                                     | 9–12 | Itália      | Estádio Aquático Olímpico, Rio de Janeiro Árbitros: ESP Francesc Buch AZE Mark Koganov |
| 17 de agosto 12:20 | Relatório | Pontuação por períodos: 2–2, 2–4, 0–2, 5–4 |      |             | Estádio Aquático Olímpico, Rio de Janeiro Árbitros: ESP Francesc Buch AZE Mark Koganov |
| 17 de agosto 12:20 | Relatório | Lisunova, Ivanova 2                        | Gols | Garibotti 5 | Estádio Aquático Olímpico, Rio de Janeiro Árbitros: ESP Francesc Buch AZE Mark Koganov |

| 17 de agosto 16:30 | Relatório | Hungria                                    | 10–14 | Estados Unidos | Estádio Aquático Olímpico, Rio de Janeiro Árbitros: AUS Daniel Flahive GRE Georgios Stavridis |
| 17 de agosto 16:30 | Relatório | Pontuação por períodos: 2–3, 3–5, 3–4, 2–2 |       |                | Estádio Aquático Olímpico, Rio de Janeiro Árbitros: AUS Daniel Flahive GRE Georgios Stavridis |
| 17 de agosto 16:30 | Relatório | Keszthelyi 4                               | Gols  | Steffens 4     | Estádio Aquático Olímpico, Rio de Janeiro Árbitros: AUS Daniel Flahive GRE Georgios Stavridis |

### Disputa pelo sétimo lugar
| 19 de agosto 10:00 | Relatório | Brasil                                     | 5–10 | China                     | Estádio Aquático Olímpico, Rio de Janeiro Árbitros: AUS Daniel Flahive CRO Nenad Peris |
| 19 de agosto 10:00 | Relatório | Pontuação por períodos: 2–2, 0–2, 0–2, 3–4 |      |                           | Estádio Aquático Olímpico, Rio de Janeiro Árbitros: AUS Daniel Flahive CRO Nenad Peris |
| 19 de agosto 10:00 | Relatório | Chiappini                                  | Gols | Ma H., Zhao Z., Wang X. 2 | Estádio Aquático Olímpico, Rio de Janeiro Árbitros: AUS Daniel Flahive CRO Nenad Peris |

### Disputa pelo quinto lugar
| 19 de agosto 14:10 | Relatório | Austrália                                  | 10–12 | Espanha   | Estádio Aquático Olímpico, Rio de Janeiro Árbitros: CAN Marie-Claude Deslières RUS Sergey Naumov |
| 19 de agosto 14:10 | Relatório | Pontuação por períodos: 5–4, 2–3, 1–3, 2–2 |       |           | Estádio Aquático Olímpico, Rio de Janeiro Árbitros: CAN Marie-Claude Deslières RUS Sergey Naumov |
| 19 de agosto 14:10 | Relatório | Buckling 3                                 | Gols  | Tarragó 7 | Estádio Aquático Olímpico, Rio de Janeiro Árbitros: CAN Marie-Claude Deslières RUS Sergey Naumov |

### Disputa pelo bronze
| 19 de agosto 11:20 | Relatório | Hungria                                             | 12–12 | Rússia    | Estádio Aquático Olímpico, Rio de Janeiro Árbitros: NED Diana Dutilh-Dumas ITA Filippo Gomez |
| 19 de agosto 11:20 | Relatório | Pontuação por períodos: 3–3, 3–4, 3–1, 3–4 PEN: 6–7 |       |           | Estádio Aquático Olímpico, Rio de Janeiro Árbitros: NED Diana Dutilh-Dumas ITA Filippo Gomez |
| 19 de agosto 11:20 | Relatório | Bujka 3                                             | Gols  | Glyzina 5 | Estádio Aquático Olímpico, Rio de Janeiro Árbitros: NED Diana Dutilh-Dumas ITA Filippo Gomez |

### Final
| 19 de agosto 15:30 | Relatório | Estados Unidos                             | 12–5 | Itália     | Estádio Aquático Olímpico, Rio de Janeiro Árbitros: ROU Adrian Alexandrescu ESP Francesc Buch |
| 19 de agosto 15:30 | Relatório | Pontuação por períodos: 4–1, 1–2, 4–1, 3–1 |      |            | Estádio Aquático Olímpico, Rio de Janeiro Árbitros: ROU Adrian Alexandrescu ESP Francesc Buch |
| 19 de agosto 15:30 | Relatório | Neushul 3                                  | Gols | Radicchi 2 | Estádio Aquático Olímpico, Rio de Janeiro Árbitros: ROU Adrian Alexandrescu ESP Francesc Buch |

## Classificação final
| Pos.              | Equipe             | Campanha (V–E–D) |
| ----------------- | ------------------ | ---------------- |
| Medalha de ouro   | USA Estados Unidos | 6–0–0            |
| Medalha de prata  | ITA Itália         | 5–0–1            |
| Medalha de bronze | RUS Rússia         | 2–1–3            |
| 4                 | HUN Hungria        | 1–2–3            |
| 5                 | ESP Espanha        | 4–0–2            |
| 6                 | AUS Austrália      | 3–1–2            |
| 7                 | CHN China          | 1–0–5            |
| 8                 | BRA Brasil         | 0–0–6            |